# Brassia signata
Brassia signata är en orkidéart som beskrevs av Heinrich Gustav Reichenbach. Brassia signata ingår i släktet Brassia och familjen orkidéer. Inga underarter finns listade i Catalogue of Life.

## Bildgalleri

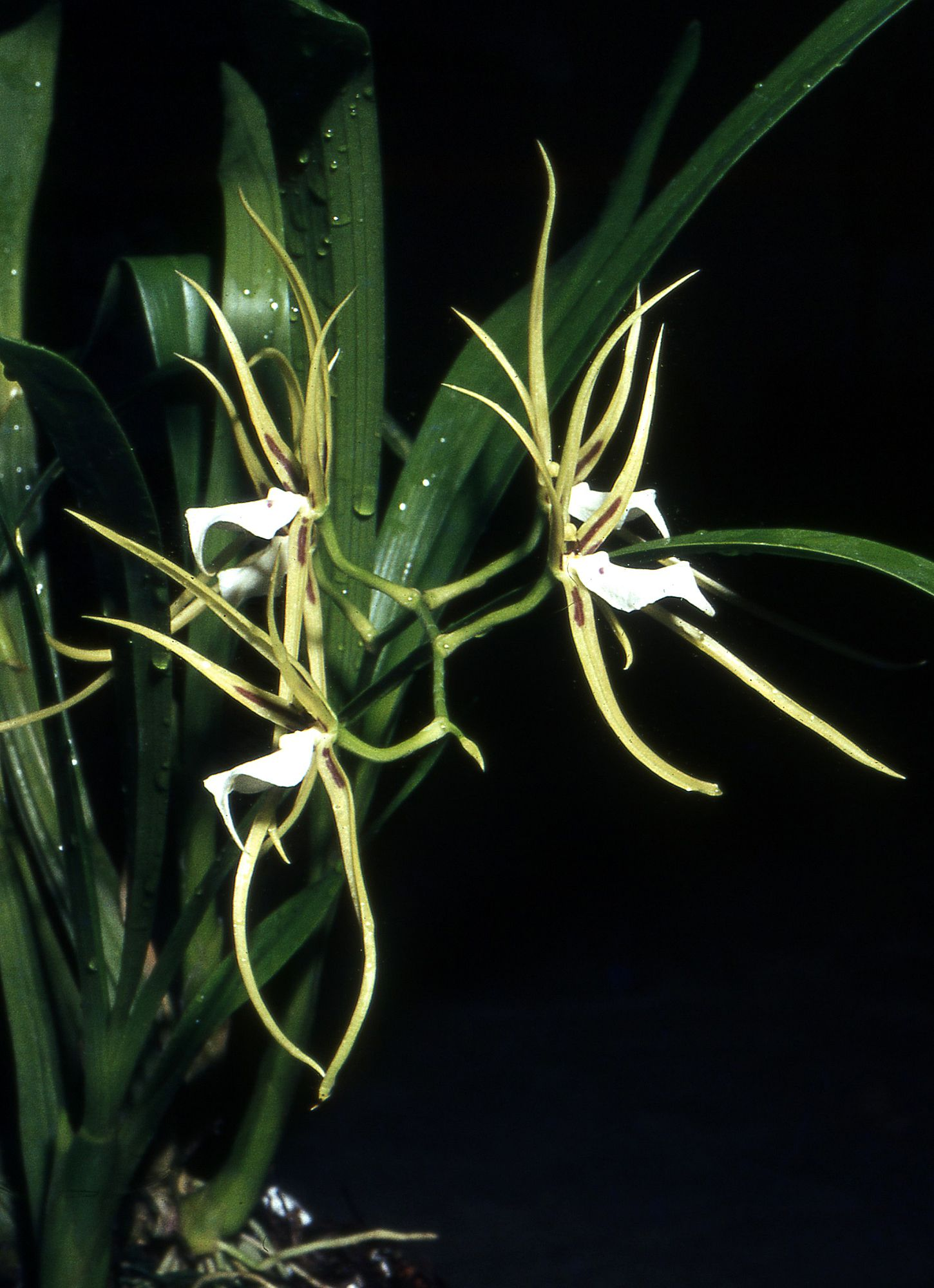
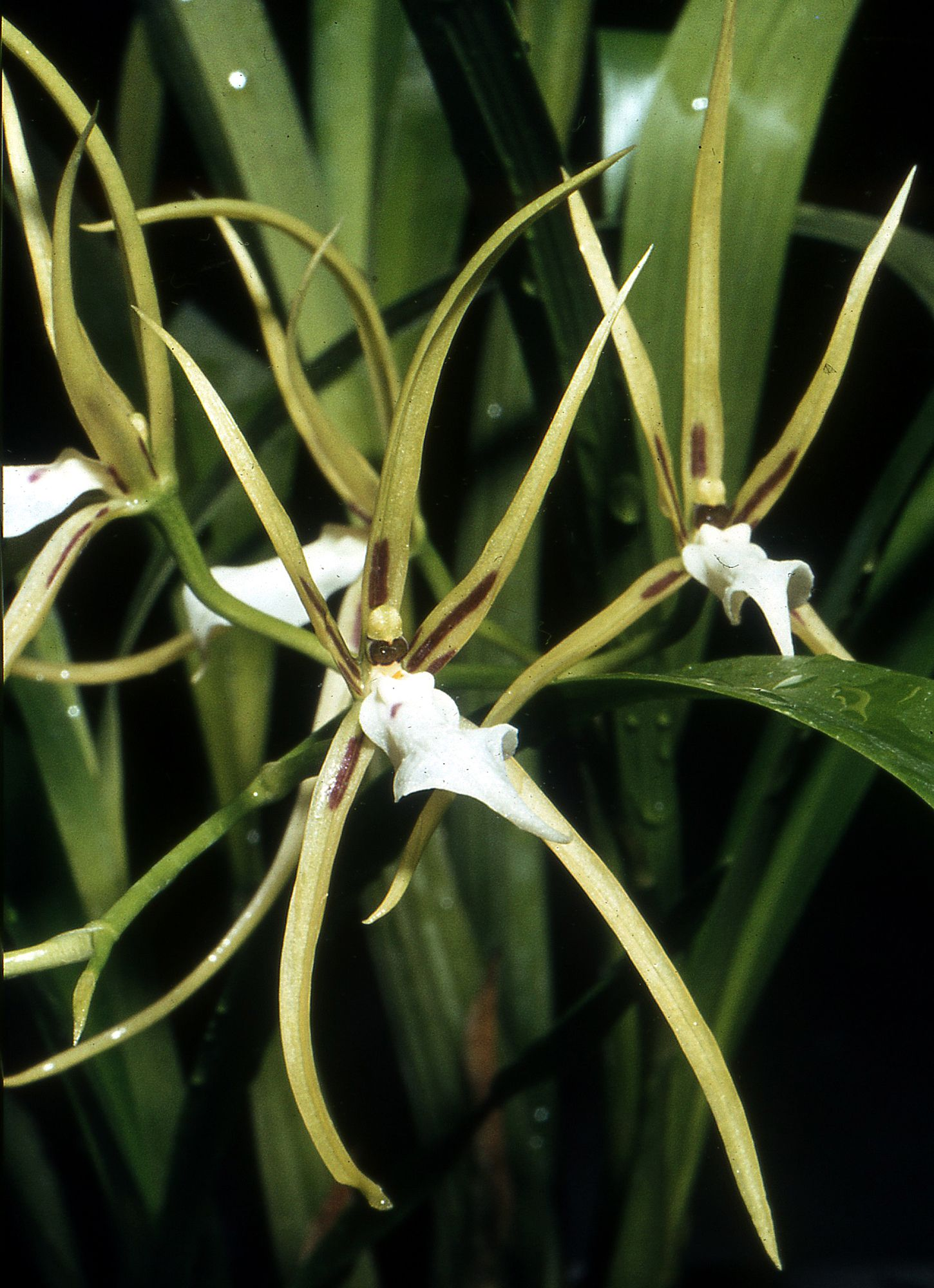